# Kalmius
Kalmius (ukrainsk Кальміус) er en flod i Donetsk oblast i det sydøstlige Ukraine, og én  af to floder i  som løber gennem  byen Mariupol. Den anden er Kaltsjyk som er en biflod til Kalmius. Kalmius munder ud i Azovske Hav nær Azovstal stålværk.
Kalmius var i  1500-tallet navnet på en kosakkisk fæstning, som senere udviklede sig til byen Mariupol, og floden fik derefter det oprindelige navn.